# داريل ماكدونالد
داريل ماكدونالد (بالإنجليزية: Darryl McDonald)‏ مواليد 17 يونيو 1964، هو لاعب كرة سلة أسترالي سابق بدأ مسيرته الاحترافية في سنة 1990 يلعب في الدوري الأسترالي لكرة السلة.